# Coupe de France féminine de handball 1984-1985
Navigation
1985-1986
La Coupe de France 1984-1985 est la 1re édition de la Coupe de France féminine de handball.
L'USM Gagny, déjà Championne de France féminine quelques semaines plus tôt, remporte cette première édition en battant en finale l'ASUL Vaulx-en-Velin.

## Modalités
La compétition est ouverte aux clubs de deux premières division :
- les 20 clubs de Nationale 1B entrent au premier tour (16 clubs) ou au deuxième tour pour les 4 autres clubs ;
- les 10 clubs de Nationale 1A entrent en huitièmes de finale.

Tous les matchs, sauf la finale, sont disputés en aller et retour.

## Résultats

### Premier tour
Le résultats du premier tour, disputé en octobre 1984, sont :
| Équipe 1                      | Score   | Équipe 2                   | Aller   | Retour  |
| ----------------------------- | ------- | -------------------------- | ------- | ------- |
| AC Boulogne-Billancourt (N1B) | 32 – 27 | SA Mérignac (N1B)          | 26 – 16 | 16 – 11 |
| PLM Conflans (N1B)            | 46 – 45 | AS Libourne (N1B)          | 24 – 22 | 22 – 23 |
| US Ivry (N1B)                 | 39 – 30 | Amiens SC (N1B)            | 19 – 13 | 20 – 17 |
| ASPTT Paris (N1B)             | 37 – 14 | Troyes OS (N1B)            | 20 – 5  | 17 – 9  |
| CSL Dijon (N1B)               | 30 – 34 | Stade Marseillais UC (N1B) | 16 – 16 | 24 – 28 |
| ES Colombes (N1B)             | 38 – 39 | ASPTT Metz (N1B)           | 23 – 19 | 15 – 20 |
| CS Vesoul (N1B)               | 33 – 32 | CMS Marignane (N1B)        | 24 – 17 | 9 – 15  |
| Montpellier UC (N1B)          | 29 – 38 | HBC Chenôve (N1B)          | 15 – 18 | 14 – 20 |

### Deuxième tour
Le résultats du deuxième tour, disputé en janvier 1985, sont, :
| Équipe 1                      | Score   | Équipe 2                    | Aller   | Retour  |
| ----------------------------- | ------- | --------------------------- | ------- | ------- |
| Stade Marseillais UC (N1B)    | 39 – 36 | HBC Chenôve (N1B)           | 21 – 11 | 18 – 15 |
| Poitiers EC (N1B)             | 33 – 50 | Racing Club de France (N1B) | 16 – 21 | 17 – 29 |
| PLM Conflans (N1B)            | 37 – 45 | ASPTT Paris (N1B)           | 18 – 21 | 19 – 24 |
| AC Boulogne-Billancourt (N1B) | 32 – 40 | US Ivry (N1B)               | 17 – 20 | 15 – 20 |
| CS Vesoul (N1B)               | 33 – 50 | ASPTT Metz (N1B)            | 16 – 25 | 17 – 25 |
| ASPTT Bar-le-Duc (N1B)        | 43 – 37 | AS Mantes (N1B)             | 29 – 18 | 24 – 25 |

### Huitièmes de finale
Le résultats des huitièmes de finale (Aller : 13/14 avril ; retour : 20/21 avril) sont :
| Équipe 1               | Score   | Équipe 2                    | Aller   | Retour  |
| ---------------------- | ------- | --------------------------- | ------- | ------- |
| ASPTT Strasbourg       | 46 – 43 | US Dunkerque                | 27 – 25 | 19 – 18 |
| Bordeaux EC            | 57 – 40 | Stade Marseillais UC (N1B)  | 33 – 22 | 24 – 18 |
| ES Besançon            | 58 – 26 | Paris UC                    | 31 – 09 | 27 – 17 |
| ASPTT Nice             | 45 – 47 | ASPTT Paris (N1B)           | 23 – 23 | 22 – 24 |
| ASPTT Bar-le-Duc (N1B) | 26 – 36 | Stade français              | 12 – 15 | 14 – 21 |
| ASPTT Metz (N1B)       | 37 – 48 | USM Gagny                   | 17 – 24 | 20 – 24 |
| ASUL Vaulx-en-Velin    | 40 – 29 | Racing Club de France (N1B) | 23 – 15 | 17 – 14 |
| HBC Aix-en-Savoie      | 37 – 39 | US Ivry (N1B)               | 18 – 20 | 19 – 19 |

### Quarts de finale
Le résultats des quarts de finale sont :
| Équipe 1         | Score   | Équipe 2            | Aller   | Retour  |
| ---------------- | ------- | ------------------- | ------- | ------- |
| US Ivry (N1B)    | 33 – 31 | ASPTT Paris (N1B)   | 11 – 15 | 22 – 16 |
| ASPTT Strasbourg | 33 – 47 | ASUL Vaulx-en-Velin | 16 – 22 | 17 – 25 |
| Bordeaux EC      | 30 – 33 | Stade français      | 15 – 14 | 15 – 19 |
| ES Besançon      | 39 – 40 | USM Gagny           | 19 – 21 | 20 – 19 |

### Demi-finales
Le résultats des demi-finales sont :
| Équipe 1       | Score   | Équipe 2            | Aller   | Retour  |
| -------------- | ------- | ------------------- | ------- | ------- |
| Stade français | 29 – 31 | USM Gagny           | 16 – 12 | 13 – 19 |
| US Ivry (N1B)  | 44 – 52 | ASUL Vaulx-en-Velin | 19 – 23 | 25 – 29 |

Demi-finales aller
- Stade français b. USM Gagny : 16-12 (7-7).
  - Stade français : Beuve (6), Cuny (1), Fèvre (2), Lagarrigue (1), Piel (6).
  - USM Gagny : Smith (1), Queguiner (1), Erndt (1), Manenc (3), Martin (6).
- ASU Lyon b. *US Ivry 23-19 (9-10).
  - ASU Lyon : Simon (4), Gaudet (2), Hardy (1), Beccia (2), Brunel (6, dont 4 pen.), Fay (8, dont 3 pen.) .
  - US Ivry : Tual (1), Durin (3), Hubert (4), Falempin (1), Font (1), Milley (9, dont 5 pen.).

Demi-finales retour
- USM Gagny b. Stade français : 19-13 (8-8).
  - USM Gagny : Smith (2), Queguiner (3), Theret (1), Erndt (2), Manenc (2), Martin (9).
  - Stade français : Beuve (1), Cuny (2), Jacques (2), Lagarrigue (4), Piel (4).
- ASU Lyon b. US Ivry : 29-25 (17-11).
  - ASU Lyon : Fay (7), Lapoule (6), Brunei (4), Goudet (4), Hardy (4), Beccia (2), Laplanche (1), Ferreol (1).
  - US Ivry : Milley (9), Durin (4), Hubert (3), Tual (3), Falempin (2), Font (2), Delplace (2).

### Finale
La finale, disputée le 8 juin 1985 au gymnase de la porte Pouchet devant cinq cents spectateurs :
| Équipe 1  | Score   | Équipe 2            |
| --------- | ------- | ------------------- |
| USM Gagny | 23 – 14 | ASUL Vaulx-en-Velin |

L'USM Gagny, déjà Championne de France féminine quelques semaines plus tôt, s'impose facilement face à l'ASUL Vaulx-en-Velin. En effet, au terme des vingt premières minutes, l'ASU Lyon n'avait inscrit qu'un but... sur penalty. Si, au terme d'une grosse demi-heure, les Lyonnaises donnèrent l'impression de pouvoir revenir (10-7, 33e), cette réaction ne fut que « symbolique » car Carole Martin, Sandra Erndt et les gabiniennes reprennent rapidement leur course en avant (15-8, 42e ; 20-10, 50e) pour finalement s'imposer 23-14 (10-6) :
- USM Gagny : Isabelle Alexandre (1), Brigitte Smith (2), Rebuzzi (1), Queguiner (1), Sandra Erndt (6), Christine Manenc (2), Carole Martin (10). Gardienne : Anne Loaëc
- ASU Lyon : Hardy (1), Martine Brunel (2), Marie-Pierre Fay (3), Lapoule (8).

## Vainqueur
| Vainqueur de la Coupe de France 1984-1985 USM Gagny 1re victoire |